# Thaicom 2
Thaicom 2 ist ein thailändischer Fernsehsatellit der Thaicom-Serie und 1991 gegründeten Shin Satellite Public Company Limited, einem Tochterunternehmen der Shin Corporation mit Sitz in Thailand. Die Shin Satellite Public Company Limited heißt heute Thaicom Public Company Limited . Der Satellit Thaicom 2 war auf 78,5° Ost  mit Thaicom 5 kopositioniert und wurde durch Thaicom 6 ersetzt.
Thaicom 2 wurde 1994 vom Weltraumbahnhof Kourou an Bord einer Ariane-Rakete ins All befördert. Seit Oktober 2010 ist er außer Betrieb.